# Bijan Namdar Zanganeh
Bijan Namdar Zangeneh (persiska: بيژن نامدار زنگنه), född 15 mars 1953, är en iransk politiker och företagsledare som är Irans oljeminister samt styrelseordförande för det nationella petroleumbolaget National Iranian Oil Company sedan 15 augusti 2013 när han efterträdde Rostam Ghasemi. Han har tidigare varit både energi- och infrastruktur/jordbruksminister och biträdande kulturminister.
Zangeneh avlade en master of science i ingenjörsvetenskap vid Teherans universitet.